# Chondrichthyes
Los condrictios (Chondrichthyes, del griego χονδρος khóndros, "cartílago" y ιχθύς ikhthýs, "pez") son una clase de vertebrados acuáticos conocidos  como peces cartilaginosos, denominación que hace referencia a que su esqueleto es de cartílago, a diferencia de los peces óseos (osteíctios), que lo tienen de hueso.
Esta clase incluye a las subclases elasmobranquios (tiburones, rayas y mantas) y holocéfalos (quimeras).
A diferencia de los peces óseos, que poseen un esqueleto rígido de calcio, el cartílago ofrece ventajas en términos de ligereza y flexibilidad, lo que facilita una mayor agilidad en el agua. Esta estructura cartilaginosa ha sido una característica evolutiva clave que les ha permitido prosperar en una variedad de hábitats marinos.
Dentro de esta clase se encuentran varias especies emblemáticas, como los tiburones, que son conocidos por su capacidad para detectar presas a grandes distancias gracias a su agudo sentido del olfato, y las rayas, que habitan principalmente en fondos marinos, donde su cuerpo plano les permite moverse con facilidad. Además, las quimeras, un grupo menos conocido pero igualmente fascinante, habitan aguas profundas y tienen una morfología única, con una apariencia que recuerda a criaturas prehistóricas.
En términos de anatomía, los Chondrichthyes presentan una serie de características distintivas, como las aletas pectorales y pelvicas que no están fusionadas con el cuerpo, un sistema de líneas laterales altamente desarrollado para detectar vibraciones en el agua, y un sistema de órganos sensoriales avanzados que les permite percibir estímulos incluso a grandes profundidades. Estos peces también tienen un sistema de reproducción que varía entre especies, con algunas que presentan fecundación interna, lo que les permite adaptarse a diferentes estrategias reproductivas según su entorno.
La importancia ecológica de los Chondrichthyes no puede subestimarse. Muchos de estos peces son depredadores tope en sus respectivos ecosistemas, desempeñando un papel crucial en el control de las poblaciones de otras especies marinas. Sin embargo, en las últimas décadas, la actividad humana ha puesto en riesgo a varias especies de Chondrichthyes, principalmente debido a la sobrepesca y la destrucción de sus hábitats. La conservación de estos peces es vital para mantener el equilibrio de los ecosistemas marinos y garantizar la biodiversidad en los océanos del planeta.

## Características generales
Los condrictios presentan un mosaico de caracteres evolucionados y primitivos. Entre los rasgos primitivos destaca su anatomía básica. Entre los rasgos evolucionados destacan dos: la suspensión y estructura de las aletas y la estructura y composición de las mandíbulas y dentición. Esto último en diferentes especies aparece con formas más evolucionadas o más primitivas. Otro rasgo muy avanzado es su sistema inmunitario.
Desde el mesozoico las especializaciones de los tiburones van quedando claras, colocándolos en la cúspide de las redes tróficas marinas. Hay en este grupo una característica tendencia al gigantismo, como medida para evitar la depredación. El tiburón típico tiene una longitud de dos metros, y una raya típica de un metro. Estas proporciones resultan muy grandes para el estándar de los vertebrados.
Los dientes no están fusionados a la mandíbula y los van reemplazando por otros nuevos de forma continua, rápida y en serie gracias a una cavidad que tienen a lo largo del borde de la mandíbula. Esto les permite tener siempre dientes nuevos frente a aquellos que se van rompiendo, desgastando y desprendiendo. Existen dientes aserrados, con función cortadora; dientes afilados, con función agarradora y dientes planos (en muchas rayas) para moler el alimento.
Nadan ayudados por aletas y respiran a través de branquias durante toda su vida; estas están expuestas al exterior directamente a través de 5 o 7 hendiduras branquiales en el caso de las rayas o los tiburones, y una exclusivamente en las quimeras.
Difieren de otros peces en poseer esqueleto formado principalmente por cartílago y no por hueso. Carecen de opérculo y vejiga natatoria. La falta de esta última les obliga a nadar constantemente o posarse en el fondo (como hacen algunas rayas y tiburones), sin poder mantener una posición estática en la columna de agua.

### Sentidos
Tienen un agudo sentido del olfato. Son capaces de detectar sangre y seguir su rastro hasta encontrarla. La vista es menos aguda: pueden detectar luces y sombras en el agua. Los órganos que poseen en las líneas laterales y hocico (ampollas de Lorenzini) les permiten captar los estímulos eléctricos de las contracciones musculares.

## Clasificación

### SubclaseElasmobranchii
| Superorden                | Orden              | Nombre vernáculo |
| Batoidea (Rayas)          | Rajiformes         | Rayas verdaderas |
| Batoidea (Rayas)          | Myliobatiformes    |                  |
| Batoidea (Rayas)          | Pristiformes       | Peces sierra     |
| Batoidea (Rayas)          | Torpediniformes    | Peces torpedo    |
| Selachimorpha (Tiburones) | Hexanchiformes     |                  |
| Selachimorpha (Tiburones) | Squaliformes       |                  |
| Selachimorpha (Tiburones) | Pristiophoriformes |                  |
| Selachimorpha (Tiburones) | Squatiniformes     |                  |
| Selachimorpha (Tiburones) | Heterodontiformes  |                  |
| Selachimorpha (Tiburones) | Orectolobiformes   |                  |
| Selachimorpha (Tiburones) | Carcharhiniformes  |                  |
| Selachimorpha (Tiburones) | Lamniformes        |                  |

### SubclaseHolocephali
| Orden          | Familia          | Nombre vernáculo |
| Chimaeriformes | Callorhynchidae  |                  |
| Chimaeriformes | Rhinochimaeridae |                  |
| Chimaeriformes | Chimaeridae      | Quimeras         |

### Especies
- Aculeola nigra de Buen, 1959
- Aetobatus flagellum (Bloch and Schneider, 1801)
- Aetobatus guttatus (Shaw, 1804)
- Aetobatus narinari (Euphrasen, 1790)
- Aetomylaeus maculatus (Gray, 1834)
- Aetomylaeus milvus (Müller and Henle, 1841)
- Aetomylaeus niehofii (Bloch and Schneider, 1801)
- Aetomylaeus vespertilio (Bleeker, 1852)
- Aetoplatea zonurus Bleeker, 1852
- Alopias pelagicus Nakamura, 1935
- Alopias superciliosus (Lowe, 1841)
- Alopias vulpinus (Bonnaterre, 1788)
- Amblyraja badia (Garman, 1899)
- Amblyraja doellojuradoi (Pozzi, 1935)
- Amblyraja frerichsi Krefft, 1968
- Amblyraja georgiana (Norman, 1938)
- Amblyraja hyperborea (Collett, 1879)
- Amblyraja jenseni (Bigelow and Schroeder, 1950)
- Amblyraja radiata (Donovan, 1808)
- Amblyraja reversa (Lloyd, 1906)
- Amblyraja robertsi (Hulley, 1970)
- Amblyraja taaf (Meissner, 1987)
- Anacanthobatis americanus Bigelow and Schroeder, 1962
- Anacanthobatis borneensis Chan, 1965
- Anacanthobatis donghaiensis (Deng, Xiong and Zhan, 1983)
- Anacanthobatis folirostris (Bigelow and Schroeder, 1951)
- Anacanthobatis longirostris Bigelow and Schroeder, 1962
- Anacanthobatis marmoratus von Bonde and Swart, 1923
- Anacanthobatis melanosoma (Chan, 1965)
- Anacanthobatis nanhaiensis (Meng and Li, in Chu, Meng, Hu and Li, 1981)
- Anacanthobatis ori (Wallace, 1967)
- Anacanthobatis stenosomus (Li and Hu in Chu, Meng, Hu and Li, 1982)
- Anoxypristis cuspidata (Latham, 1794)
- Apristurus albisoma Nakaya and Séret, 1999
- Apristurus ampliceps Sasahara, Sato and Nakaya, 2008
- Apristurus aphyodes Nakaya and Stehmann, 1998
- Apristurus atlanticus (Koefoed, 1927)
- Apristurus australis Sato, Nakaya and Yorozu, 2008
- Apristurus brunneus (Gilbert, 1892)
- Apristurus bucephalus White, Last and Pogonoski, 2008
- Apristurus canutus Springer and Heemstra in Springer, 1979
- Apristurus exsanguis Sato, Nakaya and Stewart, 1999
- Apristurus fedorovi Dolganov, 1983
- Apristurus gibbosus Meng, Chu and Li, 1985
- Apristurus herklotsi (Fowler, 1934)
- Apristurus indicus (Brauer, 1906)
- Apristurus internatus Deng, Xiong and Zhan, 1988
- Apristurus investigatoris (Misra, 1962)
- Apristurus japonicus Nakaya, 1975
- Apristurus kampae Taylor, 1972
- Apristurus laurussonii (Saemundsson, 1922)
- Apristurus longicephalus Nakaya, 1975
- Apristurus macrorhynchus (Tanaka, 1909)
- Apristurus macrostomus Chu, Meng and Li, 1985
- Apristurus manis (Springer, 1979)
- Apristurus melanoasper Iglésias, Nakaya and Stehmann, 2004
- Apristurus microps (Gilchrist, 1922)
- Apristurus micropterygeus Meng, Chu and Li, 1986
- Apristurus nasutus de Buen, 1959
- Apristurus parvipinnis Springer and Heemstra in Springer, 1979
- Apristurus pinguis Deng, Xiong and Zhan, 1983
- Apristurus platyrhynchus (Tanaka, 1909)
- Apristurus profundorum (Goode and Bean, 1896)
- Apristurus riveri Bigelow and Schroeder, 1944
- Apristurus saldanha (Barnard, 1925)
- Apristurus sibogae (Weber, 1913)
- Apristurus sinensis Chu and Hu in Chu, Meng, Hu and Li, 1981
- Apristurus spongiceps (Gilbert, 1905)
- Apristurus stenseni (Springer, 1979)
- Aptychotrema bougainvillii (Müller and Henle, 1841)
- Aptychotrema rostrata (Shaw in Shaw and Nodder, 1794)
- Aptychotrema vincentiana (Haacke, 1885)
- Arhynchobatis asperrimus Waite, 1909
- Asymbolus analis (Ogilby, 1885)
- Asymbolus vincenti (Zietz, 1908)
- Atelomycterus fasciatus Compagno and Stevens, 1993
- Atelomycterus macleayi Whitley, 1939
- Atelomycterus marmoratus (Anonymous [Bennett], 1830)
- Atlantoraja castelnaui (Miranda-Ribeiro, 1907)
- Atlantoraja cyclophora (Regan, 1903)
- Atlantoraja platana (Günther, 1880)
- Aulohalaelurus labiosus (Waite, 1905)
- Bathyraja abyssicola (Gilbert, 1896)
- Bathyraja aguja (Kendall and Radcliffe, 1912)
- Bathyraja albomaculata (Norman, 1937)
- Bathyraja aleutica (Gilbert, 1896)
- Bathyraja andriashevi Dolganov, 1985
- Bathyraja bergi Dolganov, 1985
- Bathyraja brachyurops (Fowler, 1910)
- Bathyraja caeluronigricans Ishiyama and Ishihara, 1977
- Bathyraja diplotaena (Ishiyama, 1952)
- Bathyraja eatonii (Günther, 1876)
- Bathyraja federovi Dolganov, 1985
- Bathyraja griseocauda (Norman, 1937)
- Bathyraja hesperafricana Stehmann, 1995
- Bathyraja hubbsi Ishihara and Ishiyama, 1985
- Bathyraja interrupta (Gill and Townsend, 1897)
- Bathyraja irrasa Hureau and Ozouf-Costaz, 1980
- Bathyraja isotrachys (Günther, 1877)
- Bathyraja lindbergi Ishiyama and Ishihara, 1977
- Bathyraja longicauda (de Buen, 1959)
- Bathyraja maccaini Springer, 1971
- Bathyraja macloviana (Norman, 1937)
- Bathyraja maculata Ishiyama and Ishihara, 1977
- Bathyraja magellanica (Philippi, 1902)
- Bathyraja matsubarai (Ishiyama, 1952)
- Bathyraja meridionalis Stehmann, 1987
- Bathyraja minispinosa Ishiyama and Ishihara, 1977
- Bathyraja multispinis (Norman, 1937)
- Bathyraja murrayi (Günther, 1880)
- Bathyraja notoroensis Ishiyama and Ishihara, 1977
- Bathyraja pallida (Forster, 1967)
- Bathyraja papilionifera Stehmann, 1985
- Bathyraja parmifera (Bean, 1881)
- Bathyraja peruana McEachran and Miyake, 1984
- Bathyraja pseudoisotrachys Ishihara and Ishiyama, 1985
- Bathyraja richardsoni (Garrick, 1961)
- Bathyraja scaphiops (Norman, 1937)
- Bathyraja schroederi (Krefft, 1968)
- Bathyraja shuntovi Dolganov, 1985
- Bathyraja simoterus (Ishiyama, 1967)
- Bathyraja smirnovi (Soldatov and Pavlenko, 1915)
- Bathyraja smithii (Müller and Henle, 1841)
- Bathyraja spinicauda (Jensen, 1914)
- Bathyraja spinosissima (Beebe and Tee-van, 1941)
- Bathyraja trachouros (Ishiyama, 1958)
- Bathyraja trachura (Gilbert, 1892)
- Bathyraja tzinovskii Dolganov, 1985
- Bathyraja violacea (Suvorov, 1935)
- Benthobatis kreffti Rincon, Stehmann and Vooren, 2001
- Benthobatis marcida Bean and Weed, 1909
- Benthobatis moresbyi Alcock, 1898
- Brachaelurus waddi (Bloch and Schneider, 1801)
- Breviraja claramaculata McEachran and Matheson, 1985
- Breviraja colesi Bigelow and Schroeder, 1948
- Breviraja marklei McEachran and Miyake, 1987
- Breviraja mouldi McEachran and Matheson, 1995
- Breviraja nigriventralis McEachran and Matheson, 1985
- Breviraja spinosa Bigelow and Schroeder, 1950
- Callorhinchus callorhynchus (Linnaeus, 1758)
- Callorhinchus capensis (Duméril, 1865)
- Callorhinchus milii (Bory de Saint-Vincent, 1823)
- Callorhynchus atlanticus Fleming, 1822
- Carcharhinus acronotus (Poey, 1860)
- Carcharhinus albimarginatus (Rüppell, 1837)
- Carcharhinus altimus (Springer, 1950)
- Carcharhinus amblyrhynchoides (Whitley, 1934)
- Carcharhinus amblyrhynchos (Bleeker, 1856)
- Carcharhinus amboinensis (Müller and Henle, 1839)
- Carcharhinus borneensis (Bleeker, 1858)
- Carcharhinus brachyurus (Günther, 1870)
- Carcharhinus brevipinna (Müller and Henle, 1839)
- Carcharhinus cautus (Whitley, 1945)
- Carcharhinus dussumieri (Müller and Henle, 1839)
- Carcharhinus falciformis (Müller and Henle, 1839)
- Carcharhinus fitzroyensis (Whitley, 1943)
- Carcharhinus galapagensis (Snodgrass and Heller, 1905)
- Carcharhinus hemiodon (Müller and Henle, 1839)
- Carcharhinus isodon (Müller and Henle, 1839)
- Carcharhinus leucas (Müller and Henle, 1839)
- Carcharhinus limbatus (Müller and Henle, 1839)
- Carcharhinus longimanus (Poey, 1861)
- Carcharhinus macloti (Müller and Henle, 1839)
- Carcharhinus melanopterus (Quoy and Gaimard, 1824)
- Carcharhinus menisorrah (Müller and Henle, 1839)
- Carcharhinus obscurus (Lesueur, 1818)
- Carcharhinus perezii (Poey, 1876)
- Carcharhinus plumbeus (Nardo, 1827)
- Carcharhinus porosus (Ranzani, 1839)
- Carcharhinus sealei (Pietschmann, 1913)
- Carcharhinus signatus (Poey, 1868)
- Carcharhinus sorrah (Müller and Henle, 1839)
- Carcharhinus tilstoni (Whitley, 1950)
- Carcharhinus wheeleri Garrick, 1982
- Carcharias taurus Rafinesque, 1810
- Carcharodon carcharias (Linnaeus, 1758)
- Centrophorus acus Garman, 1906
- Centrophorus granulosus (Bloch and Schneider, 1801)
- Centrophorus harrissoni McCulloch, 1915
- Centrophorus lusitanicus Barbosa du Bocage and Brito Capello, 1864
- Centrophorus machiquensis Maul, 1955
- Centrophorus moluccensis Bleeker, 1860
- Centrophorus niaukang Teng, 1959
- Centrophorus squamosus (Bonnaterre, 1788)
- Centrophorus tessellatus Garman, 1906
- Centrophorus uyato (Rafinesque, 1810)
- Centroscyllium fabricii (Reinhardt, 1825)
- Centroscyllium granulatum Günther, 1887
- Centroscyllium kamoharai Abe, 1966
- Centroscyllium nigrum Garman, 1899
- Centroscyllium ornatum (Alcock, 1889)
- Centroscyllium ritteri Jordan and Fowler, 1903
- Centroscyllium sheikoi Dolganov, 1986
- Centroscymnus coelolepis Barbosa du Bocage and Brito Capello, 1864
- Centroscymnus crepidater (Barbosa du Bocage and Brito Capello, 1864)
- Centroscymnus cryptacanthus Regan, 1906
- Centroscymnus macracanthus Regan, 1906
- Centroscymnus plunketi (Waite, 1910)
- Cephaloscyllium fasciatum Chan, 1966
- Cephaloscyllium isabellum (Bonnaterre, 1788)
- Cephaloscyllium laticeps (Duméril, 1853)
- Cephaloscyllium nascione Whitley, 1932
- Cephaloscyllium silasi (Talwar, 1974)
- Cephaloscyllium sufflans (Regan, 1921)
- Cephaloscyllium ventriosum (Garman, 1880)
- Cephalurus cephalus (Gilbert, 1892)
- Cetorhinus maximus (Gunnerus, 1765)
- Chaenogaleus macrostoma (Bleeker, 1852)
- Chiloscyllium arabicum Gubanov in Gubanov and Shleib, 1980
- Chiloscyllium burmensis Dingerkus and DeFino, 1983
- Chiloscyllium confusum Dingerkus and DeFino, 1983
- Chiloscyllium dolganovi Kharin, 1987
- Chiloscyllium griseum Müller and Henle, 1838
- Chiloscyllium hasseltii Bleeker, 1852
- Chiloscyllium indicum (Gmelin, 1789)
- Chiloscyllium plagiosum (Anonymous [Bennett], 1830)
- Chiloscyllium punctatum Müller and Henle, 1838
- Chimaera cubana Howell Rivero, 1936
- Chimaera jordani Tanaka, 1905
- Chimaera lignaria Didier, 2002
- Chimaera monstrosa Linnaeus, 1758
- Chimaera owstoni Tanaka, 1905
- Chimaera phantasma Jordan and Schneider, 1900
- Chimaera pseudomonstrosa Fang and Wang, 1932
- Chlamydoselachus anguineus Garman, 1884
- Cirrhigaleus asper (Merrett, 1973)
- Cirrhigaleus barbifer Tanaka, 1912
- Cirrhoscyllium expolitum Smith and Radcliffe in Smith, 1913
- Cirrhoscyllium formosanum Teng, 1959
- Cirrhoscyllium japonicum Kamohara, 1943
- Crassinarke dormitor Takagi, 1951
- Cruriraja andamanica (Lloyd, 1909)
- Cruriraja atlantis Bigelow and Schroeder, 1948
- Cruriraja cadenati Bigelow and Schroeder, 1962
- Cruriraja durbanensis (Von Bonde and Swart, 1923)
- Cruriraja parcomaculata (Von Bonde and Swart, 1923)
- Cruriraja poeyi Bigelow and Schroeder, 1948
- Cruriraja rugosa Bigelow and Schroeder, 1958
- Cruriraja triangularis Smith, 1964
- Ctenacis fehlmanni (Springer, 1968)
- Dactylobatus armatus Bean and Weed, 1909
- Dactylobatus clarkii (Bigelow and Schroeder, 1958)
- Dalatias licha (Bonnaterre, 1788)
- Dasyatis acutirostra Nishida and Nakaya, 1988
- Dasyatis akajei (Müller and Henle, 1841)
- Dasyatis americana Hildebrand and Schroeder, 1928
- Dasyatis annotatus Last, 1987
- Dasyatis bennettii (Müller and Henle, 1841)
- Dasyatis brevicaudata (Hutton, 1875)
- Dasyatis brevis (Garman, 1880)
- Dasyatis centroura (Mitchill, 1815)
- Dasyatis chrysonota (Smith, 1828)
- Dasyatis dipterura (Jordan and Gilbert, 1880)
- Dasyatis fluviorum Ogilby, 1908
- Dasyatis garouaensis (Stauch and Blanc, 1962)
- Dasyatis geijskesi Boeseman, 1948
- Dasyatis giganteus (Lindberg in Soldatov and Lindberg, 1930)
- Dasyatis guileri Last, 1979
- Dasyatis guttata (Bloch and Schneider, 1801)
- Dasyatis izuensis Nishida and Nakaya, 1988
- Dasyatis kuhlii (Müller and Henle, 1841)
- Dasyatis laevigata Chu, 1960
- Dasyatis laosensis Roberts and Karnasuta, 1987
- Dasyatis latus (Garman, 1880)
- Dasyatis leylandi Last, 1987
- Dasyatis longus (Garman, 1880)
- Dasyatis margarita (Günther, 1870)
- Dasyatis margaritella Compagno and Roberts, 1984
- Dasyatis matsubarai Miyosi, 1939
- Dasyatis microps (Annandale, 1908)
- Dasyatis navarrae (Steindachner, 1892)
- Dasyatis pastinaca (Linnaeus, 1758)
- Dasyatis rudis (Günther, 1870)
- Dasyatis sabina (Lesueur, 1824)
- Dasyatis say (Lesueur, 1817)
- Dasyatis sinensis (Steindachner, 1892)
- Dasyatis thetidis Ogilby in Waite, 1899
- Dasyatis ukpam (Smith, 1863)
- Dasyatis ushiei (Jordan and Hubbs, 1925)
- Dasyatis zugei (Müller and Henle, 1841)
- Deania calcea (Lowe, 1839)
- Deania hystricosa (Garman, 1906)
- Deania profundorum (Smith and Radcliffe in Smith, 1912)
- Deania quadrispinosum (McCulloch, 1915)
- Diplobatis colombiensis Fechhelm and McEachran, 1984
- Diplobatis guamachensis Martín Salazar, 1957
- Diplobatis ommata (Jordan and Gilbert in Jordan and Bollman, 1890)
- Diplobatis pictus Palmer, 1950
- Dipturus batis (Linnaeus, 1758)
- Dipturus bullisi (Bigelow and Schroeder, 1962)
- Dipturus campbelli (Wallace, 1967)
- Dipturus chilensis (Guichenot, 1848)
- Dipturus crosnieri (Seret, 1989)
- Dipturus diehli Soto and Mincarone, 2001
- Dipturus doutrei (Cadenat, 1960)
- Dipturus ecuadoriensis (Beebe and Tee-van, 1941)
- Dipturus flavirostris (Philippi, 1893)
- Dipturus garricki (Bigelow and Schroeder, 1958)
- Dipturus gigas (Ishiyama, 1958)
- Dipturus gudgeri (Whitley, 1940)
- Dipturus innominatus (Garrick and Paul, 1974)
- Dipturus johannisdavisi (Alcock, 1899)
- Dipturus kwangtungensis (Chu, 1960)
- Dipturus laevis (Mitchill, 1818)
- Dipturus lanceorostratus (Wallace, 1967)
- Dipturus leptocauda (Krefft and Stehmann, 1975)
- Dipturus linteus (Fries, 1838)
- Dipturus macrocauda (Ishiyama, 1955)
- Dipturus mennii Gomes and Paragó, 2001
- Dipturus nasutus (Müller and Henle, 1841)
- Dipturus nidarosiensis (Storm, 1881)
- Dipturus olseni (Bigelow and Schroeder, 1951)
- Dipturus oregoni (Bigelow and Schroeder, 1958)
- Dipturus oxyrinchus (Linnaeus, 1758)
- Dipturus pullopunctatus (Smith, 1964)
- Dipturus springeri (Wallace, 1967)
- Dipturus stenorhynchus (Wallace, 1967)
- Dipturus teevani (Bigelow and Schroeder, 1951)
- Dipturus tengu (Jordan and Fowler, 1903)
- Dipturus trachyderma (Krefft and Stehmann, 1975)
- Discopyge tschudii Heckel in Tschudi, 1846
- Echinorhinus brucus (Bonnaterre, 1788)
- Echinorhinus cookei Pietschmann, 1928
- Eridacnis barbouri (Bigelow and Schroeder, 1944)
- Eridacnis radcliffei Smith, 1913
- Eridacnis sinuans (Smith, 1957)
- Etmopterus baxteri Garrick, 1957
- Etmopterus bigelowi Shirai and Tachikawa, 1993
- Etmopterus brachyurus Smith and Radcliffe in Smith, 1912
- Etmopterus bullisi Bigelow and Schroeder, 1957
- Etmopterus carteri Springer and Burgess, 1985
- Etmopterus caudistigmus Last, Burgess and Séret, 2002
- Etmopterus compagnoi Fricke and Koch, 1990
- Etmopterus decacuspidatus Chan, 1966
- Etmopterus dianthus Last, Burgess and Séret, 2002
- Etmopterus dislineatus Last, Burgess and Séret, 2002
- Etmopterus evansi Last, Burgess and Séret, 2002
- Etmopterus fusus Last, Burgess and Séret, 2002
- Etmopterus gracilispinis Krefft, 1968
- Etmopterus granulosus (Günther, 1880)
- Etmopterus hillianus (Poey, 1861)
- Etmopterus litvinovi Parin and Kotlyar in Kotlyar, 1990
- Etmopterus lucifer Jordan and Snyder, 1902
- Etmopterus molleri (Whitley, 1939)
- Etmopterus perryi Springer and Burgess, 1985
- Etmopterus polli Bigelow, Schroeder and Springer, 1953
- Etmopterus princeps Collett, 1904
- Etmopterus pseudosqualiolus Last, Burgess and Séret, 2002
- Etmopterus pusillus (Lowe, 1839)
- Etmopterus pycnolepis Kotlyar, 1990
- Etmopterus robinsi Schofield and Burgess, 1997
- Etmopterus schmidti Dolganov, 1986
- Etmopterus schultzi Bigelow, Schroeder and Springer, 1953
- Etmopterus sentosus Bass, D'Aubrey and Kistnasamy, 1976
- Etmopterus spinax (Linnaeus, 1758)
- Etmopterus splendidus Yano, 1988
- Etmopterus tasmaniensis Myagkov and Pavlov in Gubanov, Kondyurin and Myagkov, 1986
- Etmopterus unicolor (Engelhardt, 1912)
- Etmopterus villosus Gilbert, 1905
- Etmopterus virens Bigelow, Schroeder and Springer, 1953
- Eucrossorhinus dasypogon (Bleeker, 1867)
- Euprotomicroides zantedeschia Hulley and Penrith, 1966
- Euprotomicrus bispinatus (Quoy and Gaimard, 1824)
- Eusphyra blochii (Cuvier, 1816)
- Fenestraja atripinna (Bigelow and Schroeder, 1950)
- Fenestraja cubensis (Bigelow and Schroeder, 1950)
- Fenestraja ishiyamai (Bigelow and Schroeder, 1962)
- Fenestraja maceachrani (Seret, 1989)
- Fenestraja mamillidens (Alcock, 1889)
- Fenestraja plutonia (Garman, 1881)
- Fenestraja sibogae (Weber, 1913)
- Fenestraja sinusmexicanus (Bigelow and Schroeder, 1950)
- Furgaleus macki (Whitley, 1943)
- Galeocerdo cuvier (Péron and Lesueur in Lesueur, 1822)
- Galeorhinus galeus (Linnaeus, 1758)
- Galeus antillensis Springer, 1979
- Galeus arae (Nichols, 1927)
- Galeus boardmani (Whitley, 1928)
- Galeus cadenati Springer, 1966
- Galeus eastmani (Jordan and Snyder, 1904)
- Galeus melastomus Rafinesque, 1810
- Galeus mincaronei Soto, 2001
- Galeus murinus (Collett, 1904)
- Galeus nipponensis Nakaya, 1975
- Galeus piperatus Springer and Wagner, 1966
- Galeus polli Cadenat, 1959
- Galeus sauteri (Jordan and Richardson, 1909)
- Galeus schultzi Springer, 1979
- Galeus springeri Konstantinou and Cozzi, 1998
- Ginglymostoma cirratum (Bonnaterre, 1788)
- Glyphis gangeticus (Müller and Henle, 1839)
- Glyphis glyphis (Müller and Henle, 1839)
- Gogolia filewoodi Compagno, 1973
- Gollum attenuatus (Garrick, 1954)
- Gurgesiella atlantica (Bigelow and Schroeder, 1962)
- Gurgesiella dorsalifera McEachran and Campagno, 1980
- Gurgesiella furvescens de Buen, 1959
- Gymnura altavela (Linnaeus, 1758)
- Gymnura australis (Ramsay and Ogilby, 1886)
- Gymnura bimaculata (Norman, 1925)
- Gymnura crebripunctata (Peters, 1869)
- Gymnura hirundo (Lowe, 1843)
- Gymnura japonica (Temminck and Schlegel, 1850)
- Gymnura marmorata (Cooper, 1864)
- Gymnura micrura (Bloch and Schneider, 1801)
- Gymnura natalensis (Gilchrist and Thompson, 1911)
- Gymnura poecilura (Shaw, 1804)
- Gymnura tentaculata (Müller and Henle, 1841)
- Halaelurus alcockii Garman, 1913
- Halaelurus boesemani Springer and D'Aubrey, 1972
- Halaelurus buergeri (Müller and Henle, 1838)
- Halaelurus canescens (Günther, 1878)
- Halaelurus dawsoni Springer, 1971
- Halaelurus hispidus (Alcock, 1891)
- Halaelurus immaculatus Chu and Meng in Chu, Meng, Hu and Li, 1982
- Halaelurus lineatus Bass, D'Aubrey and Kistnasamy, 1975
- Halaelurus lutarius Springer and D'Aubrey, 1972
- Halaelurus natalensis (Regan, 1904)
- Halaelurus quagga (Alcock, 1899)
- Haploblepharus edwardsii (Voigt, 1832)
- Haploblepharus fuscus Smith, 1950
- Haploblepharus pictus (Müller and Henle, 1838)
- Harriotta haeckeli Karrer, 1972
- Harriotta raleighana Goode and Bean, 1895
- Heliotrygon gomesi Carvalho and Lovejoy, 2011
- Heliotrygon rosai Carvalho and Lovejoy, 2011
- Hemigaleus microstoma Bleeker, 1852
- Hemipristis elongatus (Klunzinger, 1871)
- Hemipristis serra Agassiz, 1843
- Hemiscyllium freycineti (Quoy and Gaimard, 1824)
- Hemiscyllium hallstromi Whitley, 1967
- Hemiscyllium ocellatum (Bonnaterre, 1788)
- Hemiscyllium strahani Whitley, 1967
- Hemiscyllium trispeculare Richardson, 1843
- Hemitriakis japanica (Müller and Henle, 1839)
- Hemitriakis leucoperiptera Herre, 1923
- Heptranchias perlo (Bonnaterre, 1788)
- Heterodontus francisci (Girard, 1855)
- Heterodontus galeatus (Günther, 1870)
- Heterodontus japonicus Maclay and Macleay, 1884
- Heterodontus mexicanus Taylor and Castro-Aguirre, 1972
- Heterodontus portusjacksoni (Meyer, 1793)
- Heterodontus quoyi (Fréminville, 1840)
- Heterodontus ramalheira (Smith, 1949)
- Heterodontus zebra (Gray, 1831)
- Heteronarce garmani Regan, 1921
- Heteronarce mollis (Lloyd, 1907)
- Heteroscyllium colcloughi (Ogilby, 1908)
- Heteroscymnoides marleyi Fowler, 1934
- Hexanchus griseus (Bonnaterre, 1788)
- Hexanchus nakamurai Teng, 1962
- Hexatrygon bickelli Heemstra and Smith, 1980
- Himantura bleekeri (Blyth, 1860)
- Himantura chaophraya Monkolprasit and Roberts, 1990
- Himantura fai Jordan and Seale, 1906
- Himantura fava (Annandale, 1909)
- Himantura fluviatilis (Hamilton, 1822)
- Himantura gerrardi (Gray, 1851)
- Himantura granulata (Macleay, 1883)
- Himantura imbricata (Bloch and Schneider, 1801)
- Himantura jenkinsii (Annandale, 1909)
- Himantura krempfi (Chabanaud, 1923)
- Himantura marginata (Blyth, 1860)
- Himantura pacifica (Beebe and Tee-van, 1941)
- Himantura schmardae (Werner, 1904)
- Himantura signifer Compagno and Roberts, 1982
- Himantura uarnak (Forsskål, 1775)
- Himantura undulata (Bleeker, 1852)
- Holohalaelurus punctatus (Gilchrist, 1914)
- Holohalaelurus regani (Gilchrist, 1922)
- Hydrolagus affinis (Brito Capello, 1868)
- Hydrolagus africanus (Gilchrist, 1922)
- Hydrolagus alberti Bigelow and Schroeder, 1951
- Hydrolagus barbouri (Garman, 1908)
- Hydrolagus bemisi Didier, 2002
- Hydrolagus colliei (Lay and Bennett, 1839)
- Hydrolagus deani Smith and Radcliffe in Smith, 1912
- Hydrolagus eidolon (Jordan and Hubbs, 1925)
- Hydrolagus lemures Whitley, 1939
- Hydrolagus macrophthalmus de Buen, 1959
- Hydrolagus media (Garman, 1911)
- Hydrolagus mirabilis (Collett, 1904)
- Hydrolagus mitsukurii (Jordan and Schneider, 1904)
- Hydrolagus novaezealandiae (Fowler, 1911)
- Hydrolagus ogilbyi (Waite, 1898)
- Hydrolagus pallidus Hardy and Stehmann, 1990
- Hydrolagus purpurescens (Gilbert, 1905)
- Hydrolagus trolli Didier and Séret, 2002
- Hydrolagus waitei Fowler, 1907
- Hypnos monopterygium (Shaw in Shaw and Nodder, 1795)
- Hypogaleus hyugaensis (Miyosi, 1939)
- Iago garricki Fourmanoir and Rivaton, 1979
- Iago omanensis (Norman, 1939)
- Irolita waitii (McCulloch, 1911)
- Isistius brasiliensis (Quoy and Gaimard, 1824)
- Isistius plutodus Garrick and Springer, 1964
- Isogomphodon oxyrhynchus (Müller and Henle, 1839)
- Isurus oxyrinchus Rafinesque, 1810
- Isurus paucus Guitart Manday, 1966
- Lamiopsis temminckii (Müller and Henle, 1839)
- Lamna ditropis Hubbs and Follett, 1947
- Lamna nasus (Bonnaterre, 1788)
- Leptocharias smithii (Müller and Henle, 1839)
- Leucoraja circularis (Couch, 1838)
- Leucoraja compagnoi (Stehmann, 1995)
- Leucoraja erinacea (Mitchill, 1825)
- Leucoraja fullonica (Linnaeus, 1758)
- Leucoraja garmani (Whitley, 1939)
- Leucoraja lentiginosa (Bigelow and Schroeder, 1951)
- Leucoraja leucosticta (Stehmann, 1971)
- Leucoraja melitensis (Clark, 1926)
- Leucoraja naevus (Müller and Henle, 1841)
- Leucoraja ocellata (Mitchill, 1815)
- Leucoraja wallacei (Hulley, 1970)
- Leucoraja yucatanensis (Bigelow and Schroeder, 1950)
- Loxodon macrorhinus Müller and Henle, 1839
- Malacoraja kreffti Stehmann, 1977
- Malacoraja senta (Garman, 1885)
- Malacoraja spinacidermis (Barnard, 1923)
- Manta birostris (Walbaum, 1792)
- Manta ehrenbergii (Müller and Henle, 1841)
- Manta hamiltoni (Hamilton and Newman in Newman, 1849)
- Megachasma pelagios Taylor, Compagno and Struhsaker, 1983
- Miroscyllium shiekoi (Dolganov, 1986)
- Mitsukurina owstoni Jordan, 1898
- Mobula coilloti Cadenat and Rancurel, 1960
- Mobula diabolus (Shaw, 1804)
- Mobula eregoodootenkee (Bleeker, 1859)
- Mobula hypostoma (Bancroft, 1831)
- Mobula japanica (Müller and Henle, 1841)
- Mobula kuhlii (Müller and Henle, 1841)
- Mobula mobular (Bonnaterre, 1788)
- Mobula munkiana Notarbartolo-di-Sciara, 1987
- Mobula rancureli Cadenat, 1959
- Mobula rochebrunei (Vaillant, 1879)
- Mobula tarapacana (Philippi, 1893)
- Mobula thurstoni (Lloyd, 1908)
- Mollisquama parini Dolganov, 1984
- Mustelus antarcticus Günther, 1870
- Mustelus asterias Cloquet, 1821
- Mustelus californicus Gill, 1864
- Mustelus canis (Mitchill, 1815)
- Mustelus dorsalis Gill, 1864
- Mustelus fasciatus (Garman, 1913)
- Mustelus griseus Pietschmann, 1908
- Mustelus henlei (Gill, 1863)
- Mustelus higmani Springer and Lowe, 1963
- Mustelus lenticulatus Phillipps, 1932
- Mustelus lunulatus Jordan and Gilbert, 1882
- Mustelus manazo Bleeker, 1854
- Mustelus mento Cope, 1877
- Mustelus minicanis Heemstra, 1997
- Mustelus mosis Klunzinger, 1871
- Mustelus mustelus (Linnaeus, 1758)
- Mustelus norrisi Springer, 1939
- Mustelus palumbes Smith, 1957
- Mustelus punctulatus Risso, 1827
- Mustelus schmitti Springer, 1939
- Mustelus sinusmexicanus Heemstra, 1997
- Mustelus whitneyi Chirichigno F., 1973
- Myliobatis aquila (Linnaeus, 1758)
- Myliobatis australis Macleay, 1881
- Myliobatis californica Gill, 1865
- Myliobatis chilensis Philippi, 1893
- Myliobatis freminvillii Lesueur, 1824
- Myliobatis goodei Garman, 1885
- Myliobatis hamlyni Ogilby, 1911
- Myliobatis longirostris Applegate and Fitch, 1964
- Myliobatis peruvianus Garman, 1913
- Myliobatis rhombus Basilewsky, 1855
- Myliobatis tenuicaudatus Hector, 1877
- Myliobatis tobijei Bleeker, 1854
- Narcine bancroftii (Griffith and Smith, 1834)
- Narcine bentuviai Baranes and Randall, 1989
- Narcine brasiliensis (Olfers, 1831)
- Narcine brunnea Annandale, 1909
- Narcine insolita Carvalho, Séret and Compagno, 2002
- Narcine lasti Carvalho and Séret, 2002
- Narcine leoparda Carvalho, 2001
- Narcine maculata Duméril, 1852
- Narcine oculifera Carvalho, Compagno and Mee, 2002
- Narcine prodorsalis Bessednov, 1966
- Narcine rierai (Lloris and Rucabado, 1991)
- Narcine schmitti Hildebrand, 1948
- Narcine timlei (Bloch and Schneider, 1801)
- Narcine vermiculatus Breder, 1928
- Narcine westraliensis McKay, 1966
- Narke capensis (Gmelin, 1789)
- Narke dipterygia (Bloch and Schneider, 1801)
- Narke japonica (Bloch and Schneider, 1801)
- Nasolamia velox (Gilbert in Jordan and Evermann, 1898)
- Nebrius ferrugineus (Lesson, 1831)
- Negaprion acutidens (Rüppell, 1837)
- Negaprion brevirostris (Poey, 1868)
- Neoharriotta carri Bullis and Carpenter, 1966
- Neoharriotta pinnata (Schnakenbeck, 1931)
- Neoraja africana (Stehmann and Seret, 1983)
- Neoraja caerulea (Stehmann, 1976)
- Neoraja carolinensis McEachran and Stehmann, 1984
- Neoraja stehmanni (Hulley, 1972)
- Notoraja asperula (Garrick and Paul, 1974)
- Notoraja laxipella (Yearsley and Last, 1992)
- Notoraja ochroderma McEachran and Last, 1994
- Notoraja spinifera (Garrick and Paul, 1974)
- Notoraja subtilispinosa Stehmann, 1989
- Notoraja tobitukai (Hiyama, 1940)
- Notorynchus cepedianus (Péron, 1807)
- Odontaspis ferox (Risso, 1810)
- Odontaspis noronhai (Maul, 1955)
- Okamejei acutispina (Ishiyama, 1958)
- Okamejei australis (Macleay, 1884)
- Okamejei boesemani (Ishihara, 1987)
- Okamejei cerva (Whitley, 1939)
- Okamejei heemstrai (McEachran and Fechhelm, 1982)
- Okamejei hollandi (Jordan and Richardson, 1909)
- Okamejei kenojei (Müller and Henle, 1841)
- Okamejei lemprieri (Richardson, 1845)
- Okamejei meerdervoortii (Bleeker, 1860)
- Okamejei pita (Fricke and Al-Hussar, 1995)
- Okamejei powelli (Alcock, 1898)
- Okamejei schmidti (Ishiyama, 1958)
- Orectolobus japonicus Regan, 1906
- Orectolobus maculatus (Bonnaterre, 1788)
- Orectolobus ornatus (De Vis, 1883)
- Orectolobus wardi Whitley, 1939
- Oxynotus bruniensis (Ogilby, 1893)
- Oxynotus caribbaeus Cervigón, 1961
- Oxynotus centrina (Linnaeus, 1758)
- Oxynotus paradoxus Frade, 1929
- Paragaleus leucolomatus Compagno and Smale, 1985
- Paragaleus pectoralis (Garman, 1906)
- Paragaleus randalli Compagno, Krupp and Carpenter, 1996
- Paragaleus tengi (Chen, 1963)
- Parascyllium collare Ramsay and Ogilby, 1888
- Parascyllium ferrugineum McCulloch, 1911
- Parascyllium sparsimaculatum Goto and Last, 2002
- Parascyllium variolatum (Duméril, 1853)
- Paratrygon aiereba (Müller and Henle, 1841)
- Parmaturus campechiensis Springer, 1979
- Parmaturus macmillani Hardy, 1985
- Parmaturus melanobranchus (Chan, 1966)
- Parmaturus pilosus Garman, 1906
- Parmaturus xaniurus (Gilbert, 1892)
- Pastinachus sephen (Forsskål, 1775)
- Pavoraja alleni McEachran and Fechhelm, 1982
- Pavoraja nitida (Günther, 1880)
- Pentanchus profundicolus Smith and Radcliffe in Smith, 1912
- Platyrhina sinensis (Bloch and Schneider, 1801)
- Platyrhinoidis triseriata (Jordan and Gilbert, 1880)
- Plesiobatis daviesi (Wallace, 1967)
- Plesiotrygon iwamae Rosa, Castello and Thorson, 1987
- Plesiotrygon nana Carvalho and Ragno, 2011
- Pliotrema warreni Regan, 1906
- Poroderma africanum (Gmelin, 1789)
- Poroderma pantherinum (Müller and Henle, 1838)
- Poroderma variegatum (Müller and Henle, 1838)
- Potamotrygon amandae Loboda and Carvalho, 2013
- Potamotrygon boesemani Rosa, Carvalho and Almeida Wanderley, 2008
- Potamotrygon brachyura (Günther, 1880)
- Potamotrygon constellata (Vaillant, 1880)
- Potamotrygon falkneri Castex and Maciel, 1963
- Potamotrygon henlei (Castelnau, 1855)
- Potamotrygon humerosa Garman, 1913
- Potamotrygon hystrix (Müller and Henle, 1841)
- Potamotrygon leopoldi Castex and Castello, 1970
- Potamotrygon limai Fontenelle, da Silva and Carvalho, 2014
- Potamotrygon magdalenae (Duméril, 1865)
- Potamotrygon marinae Deynat, 2006
- Potamotrygon motoro (Müller and Henle, 1841)
- Potamotrygon ocellata (Engelhardt, 1912)
- Potamotrygon orbignyi (Castelnau, 1855)
- Potamotrygon pantanensis Loboda and Carvalho, 2013
- Potamotrygon schroederi Fernández-Yépez, 1958
- Potamotrygon schuhmacheri Castex, 1964
- Potamotrygon scobina Garman, 1913
- Potamotrygon signata Garman, 1913
- Potamotrygon tatianae Silva & Carvalho, 2011
- Potamotrygon tigrina Carvalho, Sabaj Pérez and Lovejoy, 2011
- Potamotrygon yepezi Castex and Castello, 1970
- Prionace glauca (Linnaeus, 1758)
- Pristiophorus cirratus (Latham, 1794)
- Pristiophorus nudipinnis Günther, 1870
- Pristiophorus schroederi Springer and Bullis, 1960
- Pristis microdon Latham, 1794
- Pristis pectinata Latham, 1794
- Pristis perotteti Müller and Henle, 1841
- Pristis pristis (Linnaeus, 1758)
- Pristis zijsron Bleeker, 1851
- Proscyllium habereri Hilgendorf, 1904
- Proscyllium venustum (Tanaka, 1912)
- Psammobatis bergi Marini, 1932
- Psammobatis extenta (Garman, 1913)
- Psammobatis lentiginosa McEachran, 1983
- Psammobatis normani McEachran, 1983
- Psammobatis parvacauda McEachran, 1983
- Psammobatis rudis Günther, 1870
- Psammobatis rutrum Jordan, 1890
- Psammobatis scobina (Philippi, 1857)
- Pseudocarcharias kamoharai (Matsubara, 1936)
- Pseudoginglymostoma brevicaudatum (Günther in Playfair and Günther, 1867)
- Pseudoraja fischeri Bigelow and Schroeder, 1954
- Pseudotriakis microdon Brito Capello, 1868
- Pteromylaeus asperrimus (Gilbert in Jordan and Evermann, 1898)
- Pteromylaeus bovinus (E. Geoffroy Saint-Hilaire, 1817)
- Pteroplatytrygon violacea (Bonaparte, 1832)
- Raja ackleyi Garman, 1881
- Raja africana Capapé, 1977
- Raja asterias Delaroche, 1809
- Raja bahamensis Bigelow and Schroeder, 1965
- Raja binoculata Girard, 1855
- Raja brachyura Lafont, 1873
- Raja cervigoni Bigelow and Schroeder, 1964
- Raja clavata Linnaeus, 1758
- Raja cortezensis McEachran and Miyake, 1988
- Raja eglanteria Bosc in Lacepède, 1800
- Raja equatorialis Jordan and Bollman, 1890
- Raja herwigi Krefft, 1965
- Raja inornata Jordan and Gilbert, 1881
- Raja maderensis Lowe, 1838
- Raja microocellata Montagu, 1818
- Raja miraletus Linnaeus, 1758
- Raja montagui Fowler, 1910
- Raja polystigma Regan, 1923
- Raja pulchra Liu, 1932
- Raja radula Delaroche, 1809
- Raja rhina Jordan and Gilbert, 1880
- Raja rondeleti Bougis, 1959
- Raja stellulata Jordan and Gilbert, 1880
- Raja straeleni Poll, 1951
- Raja texana Chandler, 1921
- Raja undulata Lacepede, 1802
- Raja velezi Chirichigno F., 1973
- Rajella annandalei (Weber, 1913)
- Rajella barnardi (Norman, 1935)
- Rajella bathyphila (Holt and Byrne, 1908)
- Rajella bigelowi (Stehmann, 1978)
- Rajella caudaspinosa (Von Bonde and Swart, 1923)
- Rajella dissimilis (Hulley, 1970)
- Rajella fuliginea (Bigelow and Schroeder, 1954)
- Rajella fyllae (Lütken, 1887)
- Rajella kukujevi (Dolganov, 1985)
- Rajella leopardus (Von Bonde and Swart, 1923)
- Rajella nigerrima (de Buen, 1960)
- Rajella purpuriventralis (Bigelow and Schroeder, 1962)
- Rajella ravidula (Hulley, 1970)
- Rajella sadowskii (Krefft and Stehmann, 1974)
- Rhina ancylostoma Bloch and Schneider, 1801
- Rhincodon typus Smith, 1828
- Rhinobatos albomaculatus (Norman, 1930)
- Rhinobatos annandalei (Norman, 1926)
- Rhinobatos annulatus (Müller and Henle, 1841)
- Rhinobatos batillum Whitley, 1939
- Rhinobatos blochii (Müller and Henle, 1841)
- Rhinobatos cemiculus (E. Geoffroy Saint-Hilaire, 1817)
- Rhinobatos dumerilii (Castelnau, 1873)
- Rhinobatos formosensis (Norman, 1926)
- Rhinobatos glaucostigma (Jordan and Gilbert, 1883)
- Rhinobatos granulatus (Cuvier, 1829)
- Rhinobatos halavi (Forsskål, 1775)
- Rhinobatos holcorhynchus (Norman, 1922)
- Rhinobatos horkelii Müller and Henle, 1841
- Rhinobatos hynnicephalus (Richardson, 1846)
- Rhinobatos irvinei (Norman, 1931)
- Rhinobatos lentiginosus Garman, 1880
- Rhinobatos leucorhynchus (Günther, 1867)
- Rhinobatos leucospilus (Norman, 1926)
- Rhinobatos lionotus (Norman, 1926)
- Rhinobatos obtusus (Müller and Henle, 1841)
- Rhinobatos ocellatus (Norman, 1926)
- Rhinobatos percellens (Walbaum, 1792)
- Rhinobatos planiceps Garman, 1880
- Rhinobatos productus (Ayres, 1854)
- Rhinobatos punctifer Compagno and Randall, 1987
- Rhinobatos rhinobatos (Linnaeus, 1758)
- Rhinobatos schlegelii (Müller and Henle, 1841)
- Rhinobatos thouin (Anonymous, 1798)
- Rhinobatos typus Anonymous [Bennett], 1830
- Rhinochimaera africana Compagno, Stehmann and Ebert, 1990
- Rhinochimaera atlantica Holt and Byrne, 1909
- Rhinochimaera pacifica (Mitsukuri, 1895)
- Rhinoptera bonasus (Mitchill, 1815)
- Rhinoptera brasiliensis Müller, 1836
- Rhinoptera javanica Müller and Henle, 1841
- Rhinoptera marginata (E. Geoffroy Saint-Hilaire, 1817)
- Rhinoptera neglecta Ogilby, 1912
- Rhinoptera peli Bleeker, 1863
- Rhinoptera steindachneri Evermann and Jenkins, 1891
- Rhinoraja kujiensis (Tanaka, 1916)
- Rhinoraja longi Raschi and McEachran, 1991
- Rhinoraja longicauda Ishiyama, 1952
- Rhinoraja odai Ishiyama, 1958
- Rhinoraja taranetzi Dolganov, 1985
- Rhizoprionodon acutus (Rüppell, 1837)
- Rhizoprionodon lalandii (Müller and Henle, 1839)
- Rhizoprionodon longurio (Jordan and Gilbert, 1882)
- Rhizoprionodon oligolinx Springer, 1964
- Rhizoprionodon porosus (Poey, 1861)
- Rhizoprionodon taylori (Ogilby, 1915)
- Rhizoprionodon terraenovae (Richardson, 1836)
- Rhynchobatus djiddensis (Forsskål, 1775)
- Rhynchobatus luebberti Ehrenbaum, 1915
- Rioraja agassizii (Müller and Henle, 1841)
- Rostroraja alba (Lacepède, 1803)
- Schroederichthys bivius (Müller and Henle, 1838)
- Schroederichthys chilensis (Guichenot, 1848)
- Schroederichthys maculatus Springer, 1966
- Schroederichthys saurisqualus Soto, 2001
- Schroederichthys tenuis Springer, 1966
- Scoliodon laticaudus Müller and Henle, 1838
- Scyliorhinus besnardi Springer and Sadowsky, 1970
- Scyliorhinus boa Goode and Bean, 1896
- Scyliorhinus canicula (Linnaeus, 1758)
- Scyliorhinus capensis (Müller and Henle, 1838)
- Scyliorhinus cervigoni Maurin and Bonnet, 1970
- Scyliorhinus garmani (Fowler, 1934)
- Scyliorhinus haeckelii (Miranda-Ribeiro, 1907)
- Scyliorhinus hesperius Springer, 1966
- Scyliorhinus meadi Springer, 1966
- Scyliorhinus retifer (Garman, 1881)
- Scyliorhinus stellaris (Linnaeus, 1758)
- Scyliorhinus torazame (Tanaka, 1908)
- Scyliorhinus torrei Howell Rivero, 1936
- Scylliogaleus quecketti Boulenger, 1902
- Scymnodalatias sherwoodi (Archey, 1921)
- Scymnodon ichiharai Yano and Tanaka, 1984
- Scymnodon obscurus (Vaillant, 1888)
- Scymnodon ringens Barbosa du Bocage and Brito Capello, 1864
- Scymnodon squamulosus (Günther, 1877)
- Somniosus longus (Tanaka, 1912)
- Somniosus microcephalus (Bloch and Schneider, 1801)
- Somniosus pacificus Bigelow and Schroeder, 1944
- Somniosus rostratus (Risso, 1827)
- Sphyrna corona Springer, 1940
- Sphyrna couardi Cadenat, 1951
- Sphyrna lewini (Griffith and Smith, 1834)
- Sphyrna media Springer, 1940
- Sphyrna mokarran (Rüppell, 1837)
- Sphyrna tiburo (Linnaeus, 1758)
- Sphyrna tudes (Valenciennes, 1822)
- Sphyrna zygaena (Linnaeus, 1758)
- Squaliolus laticaudus Smith and Radcliffe in Smith, 1912
- Squalus acanthias Linnaeus, 1758
- Squalus acutipinnis Regan, 1908
- Squalus acutirostris Chu, Meng and Li, 1984
- Squalus albifrons Last, White and Stevens, 2007
- Squalus altipinnis Last, White and Stevens, 2007
- Squalus blainville (Risso, 1827)
- Squalus brevirostris Tanaka, 1917
- Squalus bucephalus Last, Séret and Pogonoski, 2007
- Squalus chloroculus Last, White and Motomura, 2007
- Squalus crassispinus Last, Edmunds and Yearsley, 2007
- Squalus cubensis Howell Rivero, 1936
- Squalus edmundsi White, Last and Stevens, 2007
- Squalus formosus White and Iglésias, 2011
- Squalus grahami White, Last and Stevens, 2007
- Squalus griffini Phillipps, 1931
- Squalus hemipinnis White, Last and Yearsley, 2007
- Squalus japonicus Ishikawa, 1908
- Squalus lalannei Baranes, 2003
- Squalus megalops (Macleay, 1881)
- Squalus melanurus Fourmanoir and Rivaton, 1979
- Squalus mitsukurii Jordan and Snyder in Jordan and Fowler, 1903
- Squalus montalbani Whitley, 1931
- Squalus nasutus Last, Marshall and White, 2007
- Squalus notocaudatus Last, White and Stevens, 2007
- Squalus rancureli Fourmanoir and Rivaton, 1979
- Squalus raoulensis Duffy and Last, 2007
- Squalus suckleyi (Girard, 1855)
- Squatina aculeata Cuvier, 1829
- Squatina africana Regan, 1908
- Squatina argentina (Marini, 1930)
- Squatina australis Regan, 1906
- Squatina californica Ayres, 1859
- Squatina dumeril Lesueur, 1818
- Squatina formosa Shen and Ting, 1972
- Squatina japonica Bleeker, 1858
- Squatina nebulosa Regan, 1906
- Squatina oculata Bonaparte, 1840
- Squatina squatina (Linnaeus, 1758)
- Squatina tergocellata McCulloch, 1914
- Squatina tergocellatoides Chen, 1963
- Stegostoma fasciatum (Hermann, 1783)
- Sutorectus tentaculatus (Peters, 1864)
- Sympterygia acuta Garman, 1877
- Sympterygia bonapartii Müller and Henle, 1841
- Sympterygia brevicaudata (Cope, 1877)
- Sympterygia lima (Poeppig, 1835)
- Taeniura grabata (E. Geoffroy Saint-Hilaire, 1817)
- Taeniura lymma (Forsskål, 1775)
- Taeniura meyeni Müller and Henle, 1841
- Temera hardwickii Gray, 1831
- Torpedo adenensis Carvalho, Stehmann and Manilo, 2002
- Torpedo andersoni Bullis, 1962
- Torpedo bauchotae Cadenat, Capape and Desoutter, 1978
- Torpedo californica Ayres, 1855
- Torpedo fuscomaculata Peters, 1855
- Torpedo mackayana Metzelaar, 1919
- Torpedo macneilli (Whitley, 1932)
- Torpedo marmorata Risso, 1810
- Torpedo nobiliana Bonaparte, 1835
- Torpedo panthera Olfers, 1831
- Torpedo peruana Chirichigno F., 1963
- Torpedo sinuspersici Olfers, 1831
- Torpedo tokionis (Tanaka, 1908)
- Torpedo torpedo (Linnaeus, 1758)
- Torpedo tremens de Buen, 1959
- Triaenodon obesus (Rüppell, 1837)
- Triakis acutipinna Kato, 1968
- Triakis maculata Kner and Steindachner, 1867
- Triakis megalopterus (Smith, 1839)
- Triakis scyllium Müller and Henle, 1839
- Triakis semifasciata Girard, 1855
- Trigonognathus kabeyai Mochizuki and Ohe, 1990
- Trygonoptera mucosa (Whitley, 1939)
- Trygonoptera ovalis Last and Gomon, 1987
- Trygonoptera personata Last and Gomon, 1987
- Trygonoptera testacea Müller and Henle, 1841
- Trygonorrhina fasciata Müller and Henle, 1841
- Trygonorrhina guanerius Whitley, 1932
- Trygonorrhina melaleuca Scott, 1954
- Typhlonarke aysoni (Hamilton, 1902)
- Urobatis concentricus Osburn and Nichols, 1916
- Urobatis halleri (Cooper, 1863)
- Urobatis jamaicensis (Cuvier, 1816)
- Urobatis maculatus Garman, 1913
- Urobatis marmoratus (Philippi, 1893)
- Urobatis tumbesensis (Chirichigno F. and McEachran, 1979)
- Urogymnus africanus (Bloch and Schneider, 1801)
- Urogymnus asperrimus (Bloch and Schneider, 1801)
- Urolophus armatus Müller and Henle, 1841
- Urolophus aurantiacus Müller and Henle, 1841
- Urolophus bucculentus Macleay, 1884
- Urolophus circularis McKay, 1966
- Urolophus cruciatus (Lacepède, 1804)
- Urolophus expansus McCulloch, 1916
- Urolophus flavomosaicus Last and Gomon, 1987
- Urolophus gigas Scott, 1954
- Urolophus javanicus (Martens, 1864)
- Urolophus kaianus Günther, 1880
- Urolophus lobatus McKay, 1966
- Urolophus mitosis Last and Gomon, 1987
- Urolophus orarius Last and Gomon, 1987
- Urolophus paucimaculatus Dixon, 1969
- Urolophus sufflavus Whitley, 1929
- Urolophus viridis McCulloch, 1916
- Urolophus westraliensis Last and Gomon, 1987
- Urotrygon aspidura (Jordan and Gilbert, 1882)
- Urotrygon caudispinosus Hildebrand, 1946
- Urotrygon chilensis (Günther, 1872)
- Urotrygon cimar López S. and Bussing, 1998
- Urotrygon microphthalmum Delsman, 1941
- Urotrygon munda Gill, 1863
- Urotrygon nana Miyake and McEachran, 1988
- Urotrygon peruanus Hildebrand, 1946
- Urotrygon reticulata Miyake and McEachran, 1988
- Urotrygon rogersi (Jordan and Starks in Jordan, 1895)
- Urotrygon serrula Hildebrand, 1946
- Urotrygon simulatrix Miyake and McEachran, 1988
- Urotrygon venezuelae Schultz, 1949
- Zanobatus atlantica (Chabanaud, 1928)
- Zanobatus schoenleinii (Müller and Henle, 1841)
- Zapteryx exasperata (Jordan and Gilbert, 1880)
- Zapteryx xyster Jordan and Evermann, 1896

|}

## Evolución

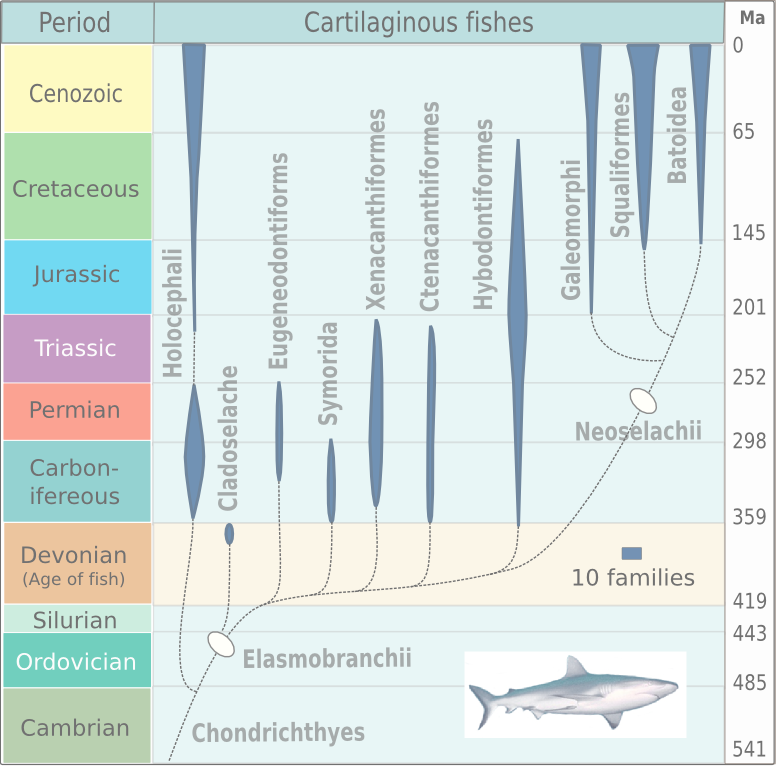
Biocronología y filogenia de los condrictios.

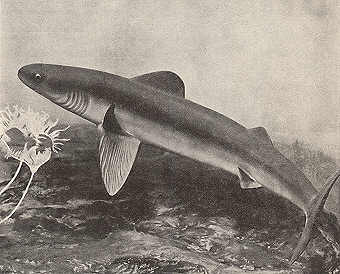
Cladoselache, un condrictio del Devónico.

Los condrictios hicieron su aparición durante el periodo Devónico Superior. Los fósiles más primitivos que se conocen corresponden al género Cladoselache. A lo largo la historia los condrictios han contado con dos grandes periodos de radiación evolutiva, la primera tuvo lugar hasta principios del Pérmico, para luego pasar por una fase de declive que duró 100 millones de años; la segunda gran radiación se dio hacia el Cretácico.

## Anatomía

### Anatomía externa

Anatomía externa de un condríctio elasmobranquio.

Los elasmobranquios están comprimidos lateralmente y presentan aspecto fusiforme con aletas pares e impares. Las aletas impares son la dorsal (o dorsales), la caudal (que es heterocerca) y la anal. Las aletas pares son las pectorales y las pelvianas insertándose estas siempre por detrás de las pectorales.
Presentan diversos orificios a lo largo del cuerpo, tales como los orificios nasales, la boca, las hendiduras branquiales, la foseta cloacal, el espiráculo (que es el resto de la primera hendidura branquial) y las cuencas orbitales de los ojos.
El tegumento tiene escamas placoideas (también llamadas dentículos dérmicos) que se forman en la dermis y emergen atravesando la epidermis. Las capas de las escamas placoideas de fuera a dentro, al igual que las capas de los dientes de las que son homólogas, son: esmalte, dentina y pulpa. A lo largo de la evolución, estas escamas se han ido aligerando y simplificando. Están orientadas hacia atrás, y poseen diversas funciones tales como conseguir que la piel sea flexible y a la vez muy resistente y minimizar el rozamiento y viscosidad del medio acuático debido a la reducción de las turbulencias generadas por la locomoción.

## Natación
Para funcionar con eficacia es importante una buena capacidad locomotora. El movimiento de los peces se debe a que el agua es incompresible, y al ejercer una fuerza sobre ella ésta responde con un vector igual y opuesto (R1). R1 tiene un componente lateral (L1) y otro frontal (F1). Al ejercer fuerzas laterales sucesivas, e intercalando las de sentido opuesto, se van sumando los componentes frontales y anulando unos a otros los componentes laterales. Este es el movimiento ondulatorio. También se emplea el movimiento de batido, que propulsa agua hacia atrás para desplazar al animal.
La dirección del movimiento debe ser controlada, lo cual requiere el control de tres movimientos de desvío: el cabeceo, el balanceo y la guiñada.
Las aletas impares oponen su superficie al balanceo y a la guiñada. Las aletas pares se oponen al cabeceo (lo controlan).
También interviene el movimiento de la aleta caudal. En los tiburones la aleta caudal es heterocerca. Una aleta heterocerca, al batir, no solo produce empuje, sino también una fuerza de suspensión (fuerza ascensional), que controla la posición en la columna de agua. Existen, no obstante, dudas sobre la auténtica función de la caudal heterocerca. Los peces óseos que tienen aleta heterocerca, según los datos de que disponemos, no parece que obtengan ninguna fuerza ascensional de ella.
Los tiburones carecen de vejiga natatoria, pero aun así logran tener una densidad aproximadamente igual a la del agua de mar gracias a su hígado. La fuerza ascensional que produciría la aleta caudal al batir les permitiría controlar la profundidad a la que nadan. Para controlar su flotabilidad, los tiburones tragan aire, pero lo más importante en este aspecto es el hígado, que es muy grande y presenta una elevada cantidad de lípidos (escualeno). El efecto del hígado hace que la corrección por densidad al sumergir un tiburón sea suficiente para que este no se hunda en el agua de mar.
Los tiburones son capaces, mediante el control del equilibrio de almacenamiento-reabsorción de lípidos en el hígado, de controlar su flotabilidad. Las especies bentónicas no tienen tanta riqueza de gotas lipídicas en el hígado.

## Reproducción

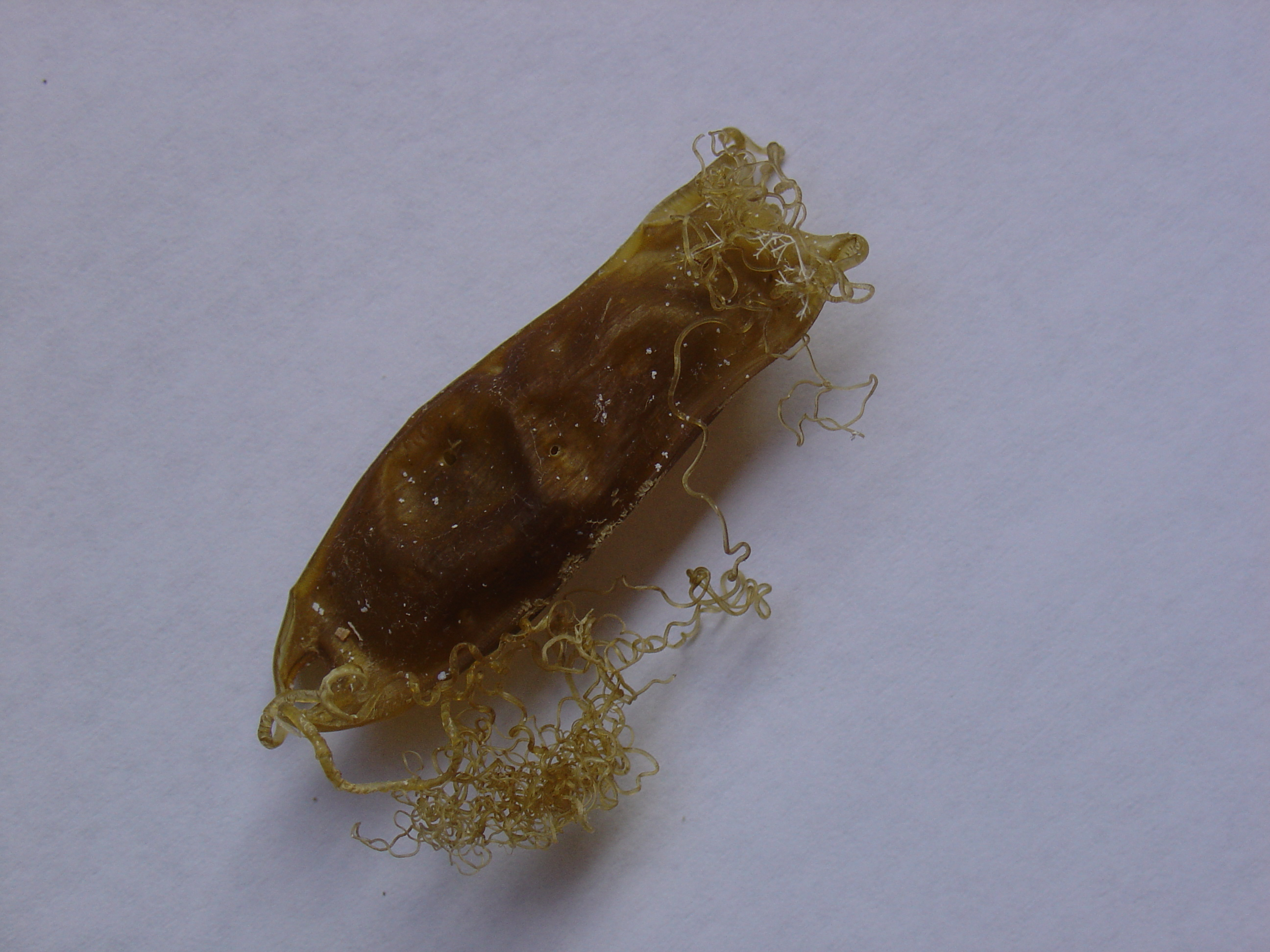
Huevo; nótese el zarcillo que le permite adherirse a la vegetación.

La fecundación es interna. Los pterigopodios de las aletas de los machos son órganos copuladores. El macho introduce uno de los pterigopodios en la cloaca de la hembra, donde se da un efecto de succión del esperma hacia el oviducto.
Se observa una fuerte tendencia en todo el grupo al ovoviviparismo. En ciertos casos se da el oviparismo o incluso viviparismo. 
También se presenta el fenómeno de "oofagia" (canibalismo dentro del útero, en donde un embrión se come restos de huevos).